# Кларенс (Луїзіана)
Кларенс (англ. Clarence) — селище (англ. village) в США, в окрузі Начітош штату Луїзіана. Населення — 326 осіб (2020).

## Географія
Кларенс розташований за координатами 31°49′13″ пн. ш. 93°1′45″ зх. д. / 31.82028° пн. ш. 93.02917° зх. д. (31.820258, -93.029088).  За даними Бюро перепису населення США в 2010 році селище мало площу 4,08 км², з яких 4,07 км² — суходіл та 0,01 км² — водойми.

### Клімат
| Клімат : Кларенс      | Клімат : Кларенс | Клімат : Кларенс | Клімат : Кларенс | Клімат : Кларенс | Клімат : Кларенс | Клімат : Кларенс | Клімат : Кларенс | Клімат : Кларенс | Клімат : Кларенс | Клімат : Кларенс | Клімат : Кларенс | Клімат : Кларенс | Клімат : Кларенс |
| Показник              | Січ.             | Лют.             | Бер.             | Квіт.            | Трав.            | Черв.            | Лип.             | Серп.            | Вер.             | Жовт.            | Лист.            | Груд.            | Рік              |
| Середній максимум, °C | 15,0             | 17,2             | 21,7             | 26,1             | 29,4             | 32,8             | 34,4             | 34,4             | 31,7             | 26,7             | 20,6             | 16,7             | 25,6             |
| Середній мінімум, °C  | 3,3              | 4,4              | 7,8              | 12,2             | 16,7             | 20,6             | 22,2             | 21,7             | 18,3             | 12,2             | 7,2              | 3,9              | 12,6             |
| Норма опадів, мм      | 130              | 119              | 124              | 117              | 132              | 107              | 89               | 76               | 84               | 97               | 114              | 135              | 1324             |
| --------------------- | ---------------- | ---------------- | ---------------- | ---------------- | ---------------- | ---------------- | ---------------- | ---------------- | ---------------- | ---------------- | ---------------- | ---------------- | ---------------- |
| Джерело: Weatherbase  |                  |                  |                  |                  |                  |                  |                  |                  |                  |                  |                  |                  |                  |

## Демографія
Згідно з переписом 2010 року, у селищі мешкало 499 осіб у 186 домогосподарствах у складі 136 родин. Густота населення становила 122 особи/км².  Було 204 помешкання (50/км²).
Расовий склад населення:
| - 75,2 % — чорних або афроамериканців - 23,2 % — білих - 0,2 % — корінних американців |

До двох чи більше рас належало 1,2 %. Частка іспаномовних становила 2,2 % від усіх жителів.
За віковим діапазоном населення розподілялося таким чином: 29,1 % — особи молодші 18 років, 58,9 % — особи у віці 18—64 років, 12,0 % — особи у віці 65 років та старші. Медіана віку мешканця становила 36,5 року. На 100 осіб жіночої статі у селищі припадало 94,9 чоловіків;  на 100 жінок у віці від 18 років та старших — 78,8 чоловіків також старших 18 років.
Середній дохід на одне домашнє господарство  становив 74 940 доларів США (медіана — 30 000), а середній дохід на одну сім'ю — 57 088 доларів (медіана — 37 500). За межею бідності перебувало 48,9 % осіб, у тому числі 86,0 % дітей у віці до 18 років та 33,3 % осіб у віці 65 років та старших.
Цивільне працевлаштоване населення становило 125 осіб. Основні галузі зайнятості: освіта, охорона здоров'я та соціальна допомога — 32,8 %, виробництво — 14,4 %, мистецтво, розваги та відпочинок — 9,6 %, транспорт — 8,0 %.